# Sebastián Fuentes
Pablo Sebastián Fuentes Fraga (Montevideo, Uruguay, 18 de enero de 1987), conocido deportivamente como Sebastián Fuentes, es un futbolista uruguayo que juega como guardameta y actualmente milita en club atlético rentistas de la primera división de Uruguay 

## Carrera
Fuentes es un portero de 1,84 metros de altura. El comienzo de su carrera fue en el equipo Liverpool, en el  Apertura de 2008 y el Clausura 2009 en la segunda división de Uruguay. En la temporada 2010-11 fue contratado por el equipo  Puntarenas en Costa Rica

## Clubes
| Club                        | País       | Año             |
| --------------------------- | ---------- | --------------- |
| Liverpool                   | Uruguay    | 2009            |
| Puntarenas                  | Costa Rica | 2010 - 2011     |
| Central Español             | Uruguay    | 2012 - 2014     |
| Técnico Universitario       | Ecuador    | 2014            |
| Cerro                       | Uruguay    | 2014 - 2016     |
| América de Cali             | Colombia   | 2016            |
| Guaraní                     | Paraguay   | 2017            |
| Sud América                 | Uruguay    | 2017            |
| Progreso                    | Uruguay    | 2018            |
| Defensor Sporting Club      | Uruguay    | 2019 - 2020     |
| Central Español Fútbol Club | Uruguay    | 2021 - presente |

## Palmarés

### Campeonato Nacionales
| Título        | Club            | País     | Año  |
| ------------- | --------------- | -------- | ---- |
| Torneo Águila | América de Cali | Colombia | 2016 |